# Matilde Fidalgo
Mathilde Fidalgo, de son nom complet Matilde Mota Veiga Santiago Fidalgo, née le 15 mai 1994 au Portugal, est une footballeuse portugaise jouant au poste de défenseur. Elle évolue au sein du Betis Séville et elle est internationale portugaise depuis 2013.
Elle est la cousine de l'international portugais, Bernardo Silva.

## Biographie
Matilde Fidalgo est née à São Domingos de Benfica, freguesia de Lisbonne. 

Elle commence à jouer au football en équipe à l'âge de 5/6 ans au sein du Colégio São João de Brito, où elle fait ses études. Puis dans une équipe fédérée au CF Benfica. En 2007, elle commence sa carrière semi-professionnelle au CF Benfica qui est un club omnisports du quartier de Benfica à Lisbonne. Elle y joue jusqu'en juin 2017, remportant deux championnats du Portugal de Division 1, deux coupes du Portugal, une supercoupe du Portugal et un championnat du Portugal de Division 2. Désignée meilleure défenseure de la 1re division pour la saison 2014-15, par FootFemPT. Elle est élue "Meilleure Joueuse" de la saison 2015/2016 par le "Syndicat des Joueurs de Football Professionnels (SJPF)", et est également capitaine de l'équipe durant plusieurs saisons. Investie dans le monde associatif du football féminin, elle fait partie du bureau de l'APJA (Associação Portuguesa de Jogadores Amadores), dont elle est secrétaire, depuis sa création en 2016. Lors de remise des prix "Golden Quinas", elle fait partie des 11 meilleures joueuses de la ligue féminine l'année 2016, 2017, et 2018, ce prix étant décerné par la Fédération portugaise de football.
Elle rejoint la section féminine nouvellement créée du Sporting CP. Remportant une nouvelle fois plusieurs titres.  
La saison suivante, elle rejoint l'équipe rivale du SC Braga.
Après avoir représenté la formation Arsenalista durant une saison et avec qui l'arrière droit de 25 ans a remporté le titre de championne national, elle rejoint le club anglais de Manchester City. Club où évolue son cousin Bernardo Silva.
En août 2020, elle est de retour au Portugal et rejoint son club de cœur le SL Benfica en signant pour une saison. Au terme de la saison avec un titre de championne en poche elle prolonge d'une saison supplémentaire.

## Statistiques

### En club
| Saison                | Club                  | Championnat           | Championnat | Championnat | Coupe(s) nationale(s) | Coupe(s) nationale(s) | Compétition(s) continentale(s) | Compétition(s) continentale(s) | Compétition(s) continentale(s) | Sélection | Sélection | Sélection | Total | Total |
| Saison                | Club                  | Division              | M.          | B.          | M.                    | B.                    | Comp.                          | M.                             | B.                             | Équipe    | M.        | B.        | M.    | B.    |
| 2007-2008             | CF Benfica            | -                     | -           | -           | -                     | -                     | -                              | -                              | -                              | -         | 0         | 0         | 0     | 0     |
| 2008-2009             | CF Benfica            | -                     | -           | -           | -                     | -                     | -                              | -                              | -                              | -         | 0         | 0         | 0     | 0     |
| 2009-2010             | CF Benfica            | II Divisão            | -           | -           | -                     | -                     | -                              | -                              | -                              | -         | 0         | 0         | 0     | 0     |
| 2010-2011             | CF Benfica            | Nacional Feminino     | 2           | 0           | 2                     | 0                     | -                              | -                              | -                              | U19       | 4         | 0         | 8     | 0     |
| 2011-2012             | CF Benfica            | Nacional Feminino     | 2           | 0           | -                     | -                     | -                              | -                              | -                              | U19       | 12        | 0         | 14    | 0     |
| 2012-2013             | CF Benfica            | Nacional Feminino     | 2           | 0           | -                     | -                     | -                              | -                              | -                              | U19       | 8         | 0         | 10    | 0     |
| 2013-2014             | CF Benfica            | Nacional Feminino     | -           | -           | -                     | -                     | -                              | -                              | -                              | A         | 3         | 0         | 3     | 0     |
| 2014-2015             | CF Benfica            | Nacional Feminino     | 1           | 1           | 1                     | 1                     | -                              | -                              | -                              | A         | 9         | 0         | 11    | 2     |
| 2015-2016             | CF Benfica            | Nacional Feminino     | 23          | 4           | 5                     | 1                     | LDC                            | 3                              | 1                              | A         | 11        | 0         | 42    | 6     |
| 2016-2017             | CF Benfica            | Nacional Feminino     | 23          | 5           | 3                     | 0                     | LDC                            | 3                              | 0                              | A         | 9         | 0         | 38    | 5     |
| Sous-total            | Sous-total            | Sous-total            | 53          | 10          | 11                    | 2                     | -                              | 6                              | 1                              | -         | 56        | 0         | 126   | 13    |
| 2017-2018             | Sporting CP           | Liga Allianz          | 17          | 1           | 4                     | 0                     | LDC                            | 2                              | 0                              | A         | 6         | 0         | 29    | 1     |
| Sous-total            | Sous-total            | Sous-total            | 17          | 1           | 4                     | 0                     | -                              | 2                              | 0                              | -         | 6         | 0         | 29    | 1     |
| 2018-2019             | SC Braga              | Liga Allianz          | 16          | 0           | 2                     | 0                     | -                              | -                              | -                              | A         | 4         | 0         | 22    | 0     |
| 2018-2019             | SC Braga B            | II Divisão            | 1           | 0           | 0                     | 0                     | -                              | -                              | -                              | -         | 0         | 0         | 1     | 0     |
| Sous-total            | Sous-total            | Sous-total            | 17          | 0           | 2                     | 0                     | -                              | 0                              | 0                              | -         | 4         | 0         | 23    | 0     |
| 2019-2020             | Manchester City       | FA WSL                | 2           | 0           | 0                     | 0                     | LDC                            | 1                              | 0                              | A         | 5         | 0         | 8     | 0     |
| Sous-total            | Sous-total            | Sous-total            | 2           | 0           | 0                     | 0                     | -                              | 1                              | 0                              | -         | 5         | 0         | 8     | 0     |
| 2020-2021             | SL Benfica            | Liga BPI              | 18          | 1           | 4                     | 0                     | LDC                            | 2                              | 0                              | -         | 0         | 0         | 24    | 1     |
| 2021-2022             | SL Benfica            | Liga BPI              | 5           | 0           | 0                     | 0                     | LDC                            | 2                              | 0                              | -         | 0         | 0         | 7     | 0     |
| Sous-total            | Sous-total            | Sous-total            | 23          | 1           | 4                     | 0                     | -                              | 4                              | 0                              | -         | 0         | 0         | 31    | 1     |
| Total sur la carrière | Total sur la carrière | Total sur la carrière | 112         | 12          | 21                    | 2                     | -                              | 13                             | 1                              |           | 71        | 0         | 217   | 15    |

Statistiques actualisées le 4 décembre 2021

#### Matchs disputés en coupes continentales[14]
| Matchs | Date              | Stade                              | Adversaire           | Résultat | Minutes | Compétition         | Buts | Tour                          | Club            |
| ------ | ----------------- | ---------------------------------- | -------------------- | -------- | ------- | ------------------- | ---- | ----------------------------- | --------------- |
| 1      | 11 août 2015      | Stade Gradski, Osijek              | ŽFK Spartak Subotica | 2 – 1    | 90 min  | Ligue des champions | 1    | Premier tour de qualification | CF Benfica      |
| 2      | 13 août 2015      | Stade Gradski, Osijek              | ŽNK Osijek           | 3 – 0    | 90 min  | Ligue des champions | 0    | Premier tour de qualification | CF Benfica      |
| 3      | 16 août 2015      | Stade HNK Cibalia, Vinkovci        | FC Noroc Nimoreni    | 0 – 3    | 90 min  | Ligue des champions | 0    | Premier tour de qualification | CF Benfica      |
| 4      | 23 août 2016      | Myyrmäen jalkapallostadion, Vantaa | PK-35 Vantaa         | 1 – 2    | 90 min  | Ligue des champions | 0    | Premier tour de qualification | CF Benfica      |
| 5      | 23 août 2016      | Myyrmäen jalkapallostadion, Vantaa | Avaldsnes IL         | 1 – 6    | 90 min  | Ligue des champions | 0    | Premier tour de qualification | CF Benfica      |
| 6      | 28 août 2016      | Bolt Arena, Helsinki               | Newry City LFC       | 1 – 6    | 90 min  | Ligue des champions | 0    | Premier tour de qualification | CF Benfica      |
| 7      | 22 août 2017      | Hévízi úti Stadion, Budapest       | BIIK Kazygurt        | 2 – 1    | 90 min  | Ligue des champions | 0    | Premier tour de qualification | Sporting CP     |
| 8      | 28 août 2017      | Hévízi úti Stadion, Budapest       | KF Hajvalia          | 1 – 4    | 90 min  | Ligue des champions | 0    | Premier tour de qualification | Sporting CP     |
| 9      | 25 septembre 2019 | Academy Stadium, Manchester        | FF Lugano 1976       | 4 – 0    | 90 min  | Ligue des champions | 0    | Seizièmes de finale           | Manchester City |
| 10     | 4 novembre 2020   | Makedonikos Stadium, Thessalonique | PAOK Salonique       | 1 – 3    | 4 min   | Ligue des champions | 0    | Premier tour de qualification | SL Benfica      |
| 11     | 16 décembre 2020  | Kingsmeadow, Kingston upon Thames  | Chelsea              | 3 – 0    | 90 min  | Ligue des champions | 0    | Seizièmes de finale           | SL Benfica      |
| 12     | 18 août 2021      | Nogometni kamp, Zenica             | MS Kiryat Gat        | 4 – 0    | 45 min  | Ligue des champions | 0    | Premier tour de qualification | SL Benfica      |

### En sélection nationale[15]
Matilde Fidalgo fait ses débuts avec la sélection portugaise des U19, le 22 février 2011, lors d'une rencontre opposant la seleção à la Finlande U19, comptant pour les qualifications du Championnat d'Europe féminin de football des moins de 19 ans 2011. Rentrant à la mi-temps en remplacement de Catarina Alves. Victoire des portugaise 2 buts à 1. Elle participe à la toute première phase finale à laquelle une sélection de football féminin portugaise se soit qualifiée, soit le Championnat d'Europe féminin de football des moins de 19 ans 2012 qui a lieu en Turquie. Les jeunes portugaise réalisant une belle compétition ne s'arrêtant qu'en demi-finale, face à l'Espagne.
Le 26 septembre 2013, elle fait ses débuts pour l'équipe senior portugaise lors d'une victoire contre la Grèce lors d'un match de qualification de la Coupe du Monde Féminine 2015. Dès lors, elle représente la seleção dans diverses compétitions internationales, y compris les tours de qualification pour l'Euro féminin de l'UEFA 2017 et la Coupe du monde féminine de la FIFA 2019. Le 6 juillet 2017, elle est appelée par le sélectionneur Francisco Neto pour représenter le Portugal à l'Euro 2017. c'est la première fois que l'équipe portugaise atteint la phase finale d'un grand tournoi international. Malheureusement elle ne dispute aucun match de la seleção.
| Matches officiels de Matilde Fidalgo en sélections portugaises au 8 septembre 2021 | Matches officiels de Matilde Fidalgo en sélections portugaises au 8 septembre 2021 | Matches officiels de Matilde Fidalgo en sélections portugaises au 8 septembre 2021 | Matches officiels de Matilde Fidalgo en sélections portugaises au 8 septembre 2021 | Matches officiels de Matilde Fidalgo en sélections portugaises au 8 septembre 2021 |
| Club                                                                               | V.                                                                                 | N.                                                                                 | D.                                                                                 | Buts                                                                               |
| ---------------------------------------------------------------------------------- | ---------------------------------------------------------------------------------- | ---------------------------------------------------------------------------------- | ---------------------------------------------------------------------------------- | ---------------------------------------------------------------------------------- |
| Portugal U19 (24 matchs:33.80 %)                                                   | 11 (45.84 %)                                                                       | 5 (20.83 %)                                                                        | 8 (33.33 %)                                                                        | 0 (00,00 %)                                                                        |
| Portugal A (47 matchs:66.20 %)                                                     | 15 (31.91 %)                                                                       | 10 (21.28 %)                                                                       | 22 (46.81 %)                                                                       | 0 (00,00 %)                                                                        |
| Total                                                                              | 26 (36.62 %)                                                                       | 15 (21.13 %)                                                                       | 30 (41.25 %)                                                                       | 0                                                                                  |

## Palmarès

### Avec leCF Benfica
- Vainqueur du championnat du Portugal : 1 fois — 2014-15 et 2015-16.
- Vainqueur de la coupe du Portugal : 2 fois — 2014-15 et 2015-16.
- Vainqueur de la Supercoupe du Portugal : 1 fois — 2015
- Vainqueur de la II Divisão : 1 fois — 2009-10.
- Vainqueur de la coupe C. Couto AF Lisboa : 1 fois — 2016-17.
- Finaliste de la coupe du Portugal : 2 fois — 2010-11 et 2013-14.
- Finaliste de la Supercoupe : 1 fois — 2016.

### Avec leSporting CP
- Vainqueur du championnat du Portugal : 1 fois — 2017-18.
- Vainqueur de la coupe du Portugal : 1 fois — 2017-18.
- Vainqueur de la Supercoupe du Portugal : 1 fois — 2017.

### Avec leSC Braga
- Vainqueur du championnat du Portugal : 1 fois — 2018-19.
- Vainqueur de la Supercoupe : 1 fois — 2018.

### Avec leManchester City
- Vice-championne du championnat d'Angleterre : 1 fois — 2019-20.

### Avec leSL Benfica
- Vainqueur du championnat du Portugal : 1 fois — 2020-21.
- Vainqueur de la coupe de la Ligue : 1 fois — 2020-21.
- Finaliste de la Supercoupe : 1 fois — 2021.